# Ворбозомское
Ворбозомское (Ворбоземское) — озеро в России, располагается на территории Белозерского района Вологодской области.
Площадь водной поверхности озера равняется 14,2 км². Уровень уреза воды находится на высоте 137 м над уровнем моря. Площадь водосборного бассейн озера составляет 109 км².
Код объекта в государственном водном реестре — 08010200311110000003991.